# Shao Kang
Shao Kang (chinesisch: 少康; pinyin: Shào Kāng, sein Nachname war Sì 姒) war der sechste König der Xia-Dynastie des alten China. Er war der Sohn von Xiang. Sein Vater wurde in einer Schlacht gegen die beiden Söhne von Han Zhuo, Han Jiao und Han Yi, getötet. Shao Kangs Mutter Ji konnte entkommen und bekam ihn nach einigen Monaten. Nachdem er herangewachsen war, führte Shao Kang mit seinen Anhängern eine Schlacht gegen Han Zhuo, besiegte und tötete ihn und stellte die Xia-Dynastie wieder her.
Sein Sohn Zhu folgte ihm als König; ein weiterer Sohn, Wuyu, wurde traditionell für die Zivilisierung der Yue in Zhejiang und die Gründung des Yue-Staates in Kuaiji verantwortlich gemacht.
Shao Kang wird manchmal mit Du Kang, dem legendären Erfinder des Weins in der chinesischen Mythologie, identifiziert.

## Frühe Geschichte
Die Wiederherstellung von Xia durch Shao Kang gilt als eine bedeutende chinesische Legende. Vor Shao Kang waren die Xia-Könige korrupt geworden, hatten das Familienvermögen verprasst und den guten Willen des Volkes verloren. Shao Kangs Vater war auf der Flucht und trug den Kaisertitel nur noch dem Namen nach. Als Xiang getötet wurde, entkam Shao Kangs Mutter angeblich, indem sie durch ein von Hunden gegrabenes Loch am Fuß einer Mauer kroch. Sie entkam zum Hof ihrer Eltern und gebar heimlich Shao Kang. Da die Welt nichts von Shao Kang wusste, nahmen die meisten an, dass der letzte der Xia-Familie gestorben war.
Unter dem Schutz seines Großvaters mütterlicherseits wuchs Shao Kang auf. Von klein informierte seine Mutter Shao Kang über sein Geburtsrecht, das Versagen seiner Familie durch Korruption und die Notwendigkeit, die Herrschaft wiederherzustellen. Unter den wachsamen Augen seiner Mutter und seines Großvaters lernte Shao Kang Geschichte, Literatur und die Kunst des Krieges, mit dem Ziel, Han Zhuo zu stürzen und Xia wiederherzustellen.
Als Shao Kang 16 Jahre alt wurde, erreichte Han Thuo das Gerücht, dass Shao Kang der letzte Erbe von Xia sei. Bald schickte Han Zhuo seine beiden Söhne aus, um Shao Kang zu finden und zu töten, und er war gezwungen, vom Anwesen seines Großvaters zu fliehen.

## Wiederherstellung
Es gelang ihm, bei einem nördlichen Stamm Sicherheit zu finden. Der Stammesführer hatte in der Vergangenheit einige Verbindungen zur königlichen Familie von Xia und ärgerte sich über die Herrschaft von Han Zhuo und seine tyrannische Art. Er sah Potenzial in dem jungen, im Exil lebenden Prinzen von Xia und beschloss, Shao Kang die Hand seiner Tochter zu geben und 100 Quadrat-Li (ca. 25 Quadratmeilen) reiches Ackerland als sein eigenes Lehen. Dies gab Shao Kang eine Operationsbasis, von der aus er die Kunst der Staatsführung erlernen und ein eigenes Bevölkerungszentrum aufbauen konnte, um sich vorzubereiten.
In den ersten drei Dynastien Chinas war der größte Teil des Landes eine dünn besiedelte Wildnis. Es war oft so, dass die nachrangigen Erben der adligen und königlichen Familien Landzuteilungen über weite, leere Regionen erhielten, von denen man erwartete, dass sie ihre eigenen Bevölkerungszentren errichteten, Migranten anzogen, um sich in ihren Regionen niederzulassen und so ihr eigenes Vermögen aufzubauen. Von den ältesten Söhnen wurde erwartet, dass sie den primären Besitz ihrer Väter erben und die bestehenden Bevölkerungszentren weiter ausbauen. Jüngere Söhne, sekundäre Erben, bekamen die Möglichkeit, sich durch Landzuweisungen zu bewähren. Erfolgreiche Anführer konnten ihre eigenen Stadtstaaten und schließlich ihre eigenen Königreiche aufbauen.
Zum Glück für Shao Kang – durch seine Heirat und seiner Landzuweisung – hatte ein ehemaliger Minister von Xia eine riesige Summe an Schätzen versteckt, Waffen gekauft und eine Armee aufgebaut, um sich heimlich auf die Rache an Han Zhuo vorzubereiten. Als dieser Minister hörte, dass der Erbe von Xia überlebt hatte, freute er sich und verbündete sich sofort mit Shao Kang, wodurch er seine Loyalität zu Xia erneuerte. Da sein Stützpunkt sicher war und seine Armee aufgebaut und trainiert wurde, baute Shao Kang sein Anwesen unter dem alten Banner von Xia weiter aus und predigte und erinnerte die Menschen an die Wohltätigkeit der alten Xia-Herrschaft.
Han Zhuo wurde in der Zwischenzeit immer tyrannischer und erlegte dem Volk von Xia schwere Steuern auf. Viele Menschen flohen vor seiner Herrschaft. Als Shao Kangs neues Xia-Königreich an Größe und Reichtum zunahm, verbreitete sich auch die Nachricht von Shao Kangs Wohlwollen. Die Menschen begannen, Shao Kang mit den ersten wohlwollenden Kaisern von Xia zu vergleichen. Viele flohen, um sich in Shao Kangs Anwesen niederzulassen.

## Der Sieg
Han Zhuo bekam Angst, dass der Xia-Erbe überlebt hatte und nun mit seiner Macht rivalisierte. Er schickte seine Söhne mit der größten Expeditionsstreitmacht, die er aufbringen konnte, los, um Shao Kang zu vernichten. Shao Kang war inzwischen ein erfahrener Anführer geworden. Er sammelte seine Streitkräfte, um Han Zhuos Armee zu treffen. Er gewann die Schlacht entscheidend und tötete Han Zhuos Söhne. Dann fegte Shao Kangs Armee bis vor die Tore der alten Xia-Hauptstadt, wo das Xia-Volk ihn als Befreier begrüßte, indem es das Tor zur Zitadelle öffnete. Han Zhuo, der die Niederlage spürte, beging Selbstmord.
Shao Kang betrat die Xia-Hauptstadt als König von Xia. Er befahl seiner Armee, das Volk und seine Besitztümer zu schützen und den Frieden wiederherzustellen, damit Xia gedeihen konnte.

## Als König
Nachdem der Stammsitz von Xia gesichert war, huldigte Shao Kang seinen Ahnen und empfing die Huldigung der umliegenden tributpflichtigen Königreiche, wodurch er sein königliches Geburtsrecht zurückeroberte.
Dieses hochpolitische und symbolische Ritual entwickelte sich zur offiziellen Ahnenverehrungsreligion Chinas. Jedes Königreich war im Wesentlichen ein Clan. Als Oberhäupter ihrer jeweiligen Clans waren die königlichen Familien die Beschützer der Gebeine der Clan-Ahnen und waren für die Durchführung religiöser Zeremonien als Staatsfunktion verantwortlich, wodurch sie ihr Prestige steigerten. Ein Königreich, das zu arm war, um seine Zeremonien mit ausreichender Pracht durchzuführen, galt als schwach genug, um zerstört zu werden.
Zengzi war ein Nachkomme von Shao Kang.